# King Long Kaige
King Long Kaige — це серія легких комерційних фургонів, вироблених китайським виробником автомобілів King Long на основі шасі King Long Jinwei як рішення преміум-класу. Відтоді King Long Kaige доступний у різноманітних конфігураціях кузова, включаючи мінівен/мікроавтобус, мікроавтобус, панельний фургон, фургон екіпажу та автомобіль швидкої допомоги.

## Двигуни
- 2.4 L I4
- 2.5 L turbo I4 (H6)
- 2.7 L I4